# Памятник детям войны (Ростов-на-Дону)
Памятник детям войны — памятник в Ростове-на-Дону детям Великой Отечественной войны.
Открытие памятника «Детям войны» состоялось 10 мая 2016 года в сквере у Свято-Троицкого храма на пересечении улицы Международной и проспекта Стачки в центре Железнодорожного района Ростова-на-Дону. Ранее, в сентябре 2015 года, в сквере был установлен памятный знак в честь тружеников тыла в годы войны.
Автор памятника — ростовский скульптор Карен Парсамян. Высота памятника 170 см, вес — около 2 тонн. Монумент представляет собой бронзовую скульптурную группу из двух детей, греющихся у костра возле разбитой снарядом стены дома. Мальчик согрел в котелке еду и отогревает свои руки, девочка ждёт брата, в её руках — кукла.
Памятник установлен на постамент размером 2 х 2 метра, отделанный плитами из тёмно-коричневого гранита. На вертикальной лицевой стороне памятника выбито: «ДЕТЯМ ВОЙНЫ», на горизонтальной части основания — надпись: «Молитвой детской выстояла Русь!». На левой горизонтальной части основания (за спиной мальчика) надпись: «ГОРОДУ ВОИНСКОЙ СЛАВЫ от семьи Артемьева А. Т. 2016 год». Таким образом Аменак Артемьев выполнил наказ ветеранов войны и труда Ростова-на-Дону отметить заслуги тружеников тыла, внесших большой вклад в дело победы над фашизмом. Монумент был установлен за счет его личных средств.